# Christmas (EP des Pet Shop Boys)
Pour les articles homonymes, voir Christmas.
 (juillet 2013).
Si vous disposez d'ouvrages ou d'articles de référence ou si vous connaissez des sites web de qualité traitant du thème abordé ici, merci de compléter l'article en donnant les références utiles à sa vérifiabilité et en les liant à la section « Notes et références ».
Albums de Pet Shop Boys
Yes
(2009) Pandemonium
(2010)
Christmas est un EP des Pet Shop Boys sorti le 14 décembre 2009 sur lequel est inclus le titre All over the world.

## Christmas
| No | Titre                                            | Auteur                                                                             | Durée |
| -- | ------------------------------------------------ | ---------------------------------------------------------------------------------- | ----- |
| 1. | It doesn't often snow at Christmas (new version) | Neil Tennant/Chris Lowe                                                            | 3:51  |
| 2. | My girl (reprise de Madness)                     | Michael Barson                                                                     | 3:43  |
| 3. | All over the world (new version)                 | Neil Tennant / Chris Lowe                                                          | 3:49  |
| 4. | Viva la Vida / Domino dancing                    | Guy Berryman/Jonny Buckland/Will Champion/Chris Martin / Neil Tennant / Chris Lowe | 5:33  |
| 5. | My girl (Our house mix)                          | Michael Barson                                                                     | 5:49  |